# Brisbane International 2009 - Qualificazioni singolare maschile
Le qualificazioni del singolare maschile del Brisbane International 2009 sono state un torneo di tennis preliminare per accedere alla fase finale della manifestazione. I vincitori dell'ultimo turno sono entrati di diritto nel tabellone principale. In caso di ritiro di uno o più giocatori aventi diritto a questi sono subentrati i lucky loser, ossia i giocatori che hanno perso nell'ultimo turno ma che avevano una classifica più alta rispetto agli altri partecipanti che avevano comunque perso nel turno finale.
Le qualificazioni del Brisbane International  2009 prevedevano 32 partecipanti di cui 8 sono entrati nel tabellone principale.

## Teste di serie
1. Tejmuraz Gabašvili (Qualificato)
2. Bobby Reynolds (Qualificato)
3. Miša Zverev (ultimo turno)
4. Thomaz Bellucci (ultimo turno)

1. Peter Luczak (primo turno)
2. Gilles Müller (Qualificato)
3. Amer Delić (primo turno)
4. Kevin Anderson (Qualificato)

## Qualificati
1. Tejmuraz Gabašvili
2. Kevin Anderson
3. Bobby Reynolds
4. Xavier Malisse

1. Joseph Sirianni
2. Gilles Müller
3. Andrea Stoppini
4. Amer Delić

## Tabellone

### Legenda
| - Q = Qualificato - WC = Wild card - LL = Lucky loser | - ALT = Alternate - SE = Special Exempt - PR = Protected Ranking | - w/o = Walkover - r = Ritirato - d = Squalificato |

### Sezione 1
|  | Primo turno    | Primo turno        | Primo turno    | Primo turno | Primo turno |  |  | Ultimo turno | Ultimo turno       | Ultimo turno | Ultimo turno | Ultimo turno |  |
|  |                |                    |                |             |             |  |  |              |                    |              |              |              |  |
|  | 1              | Tejmuraz Gabašvili | 4              | 6           | 6           |  |  |              |                    |              |              |              |  |
|  |                | Ilija Bozoljac     | 6              | 3           | 4           |  |  | 1            | Tejmuraz Gabašvili | 6            | 3            | 6            |  |
|  | Samuel Groth   | Samuel Groth       | Samuel Groth   | 6           | 7           |  |  |              | Samuel Groth       | 2            | 6            | 3            |  |
|  | Frank Dancevic | Frank Dancevic     | Frank Dancevic | 3           | 6(1)        |  |  |              |                    |              |              |              |  |

### Sezione 2
|  | Primo turno     | Primo turno     | Primo turno     | Primo turno | Primo turno |  |  | Ultimo turno | Ultimo turno    | Ultimo turno    | Ultimo turno | Ultimo turno |  |
|  |                 |                 |                 |             |             |  |  |              |                 |                 |              |              |  |
|  | Evgenij Korolëv | Evgenij Korolëv | Evgenij Korolëv | 6           | 6           |  |  |              |                 |                 |              |              |  |
|  | Martin Fischer  | Martin Fischer  | Martin Fischer  | 2           | 1           |  |  |              | Evgenij Korolëv | Evgenij Korolëv | 4            | 4            |  |
|  | 8               | Kevin Anderson  | Kevin Anderson  | 7           | 6           |  |  | 8            | Kevin Anderson  | Kevin Anderson  | 6            | 6            |  |
|  |                 | Greg Jones      | Greg Jones      | 63          | 4           |  |  |              |                 |                 |              |              |  |

### Sezione 3
|  | Primo turno       | Primo turno       | Primo turno       | Primo turno | Primo turno |  |  | Ultimo turno | Ultimo turno   | Ultimo turno   | Ultimo turno | Ultimo turno |  |
|  |                   |                   |                   |             |             |  |  |              |                |                |              |              |  |
|  | 2                 | Bobby Reynolds    | 4                 | 6           | 6           |  |  |              |                |                |              |              |  |
|  |                   | Michail Elgin     | 6                 | 2           | 3           |  |  | 2            | Bobby Reynolds | Bobby Reynolds | 6            | 6            |  |
|  | Luka Gregorc      | Luka Gregorc      | Luka Gregorc      | 6           | 6           |  |  |              | Luka Gregorc   | Luka Gregorc   | 2            | 4            |  |
|  | Jesse Huta Galung | Jesse Huta Galung | Jesse Huta Galung | 4           | 4           |  |  |              |                |                |              |              |  |

### Sezione 4
|  | Primo turno    | Primo turno    | Primo turno    | Primo turno | Primo turno |  |  | Ultimo turno   | Ultimo turno   | Ultimo turno   | Ultimo turno | Ultimo turno |  |
|  |                |                |                |             |             |  |  |                |                |                |              |              |  |
|  | Xavier Malisse | Xavier Malisse | Xavier Malisse | 6           | 6           |  |  |                |                |                |              |              |  |
|  | Simon Stadler  | Simon Stadler  | Simon Stadler  | 2           | 1           |  |  | Xavier Malisse | Xavier Malisse | Xavier Malisse | 6            | 6            |  |
|  |                | Peter Luczak   | Peter Luczak   | 6           | 6           |  |  | Peter Luczak   | Peter Luczak   | Peter Luczak   | 4            | 4            |  |
|  | 5              | Andrej Golubev | Andrej Golubev | 3           | 1           |  |  |                |                |                |              |              |  |

### Sezione 5
|  | Primo turno     | Primo turno       | Primo turno       | Primo turno | Primo turno |  |  | Ultimo turno | Ultimo turno    | Ultimo turno    | Ultimo turno | Ultimo turno |  |
|  |                 |                   |                   |             |             |  |  |              |                 |                 |              |              |  |
|  | 3               | Miša Zverev       | Miša Zverev       | 6           | 6           |  |  |              |                 |                 |              |              |  |
|  |                 | Giovanni Lapentti | Giovanni Lapentti | 3           | 4           |  |  | 3            | Miša Zverev     | Miša Zverev     | 5            | 1            |  |
|  | Joseph Sirianni | Joseph Sirianni   | Joseph Sirianni   | 6           | 6           |  |  |              | Joseph Sirianni | Joseph Sirianni | 7            | 6            |  |
|  | Peter Polansky  | Peter Polansky    | Peter Polansky    | 2           | 4           |  |  |              |                 |                 |              |              |  |

### Sezione 6
|  | Primo turno      | Primo turno      | Primo turno      | Primo turno | Primo turno |  |  | Ultimo turno | Ultimo turno     | Ultimo turno | Ultimo turno | Ultimo turno |  |
|  |                  |                  |                  |             |             |  |  |              |                  |              |              |              |  |
|  | Michail Kukuškin | Michail Kukuškin | Michail Kukuškin | 7           | 6           |  |  |              |                  |              |              |              |  |
|  | Robert Smeets    | Robert Smeets    | Robert Smeets    | 5           | 4           |  |  |              | Michail Kukuškin | 5            | 7            | 64           |  |
|  | 6                | Gilles Müller    | 63               | 6           | 6           |  |  | 6            | Gilles Müller    | 7            | 65           | 7            |  |
|  |                  | Colin Ebelthite  | 7                | 4           | 4           |  |  |              |                  |              |              |              |  |

### Sezione 7
|  | Primo turno     | Primo turno     | Primo turno     | Primo turno | Primo turno |  |  | Ultimo turno | Ultimo turno    | Ultimo turno    | Ultimo turno | Ultimo turno |  |
|  |                 |                 |                 |             |             |  |  |              |                 |                 |              |              |  |
|  | 4               | Thomaz Bellucci | Thomaz Bellucci | 6           | 6           |  |  |              |                 |                 |              |              |  |
|  |                 | Carsten Ball    | Carsten Ball    | 4           | 3           |  |  | 4            | Thomaz Bellucci | Thomaz Bellucci | 3            | 4            |  |
|  | Andrea Stoppini | Andrea Stoppini | Andrea Stoppini | 7           | 6           |  |  |              | Andrea Stoppini | Andrea Stoppini | 6            | 6            |  |
|  | John Isner      | John Isner      | John Isner      | 5           | 3           |  |  |              |                 |                 |              |              |  |

### Sezione 8
|  | Primo turno    | Primo turno    | Primo turno    | Primo turno | Primo turno |  |  | Ultimo turno   | Ultimo turno   | Ultimo turno   | Ultimo turno | Ultimo turno |  |
|  |                |                |                |             |             |  |  |                |                |                |              |              |  |
|  | Marco Crugnola | Marco Crugnola | Marco Crugnola | 6           | 6           |  |  |                |                |                |              |              |  |
|  | Mark Verryth   | Mark Verryth   | Mark Verryth   | 4           | 4           |  |  | Marco Crugnola | Marco Crugnola | Marco Crugnola | 4            | 3            |  |
|  |                | Amer Delić     | Amer Delić     | 6           | 7           |  |  | Amer Delić     | Amer Delić     | Amer Delić     | 6            | 6            |  |
|  | 7              | Chris Guccione | Chris Guccione | 4           | 5           |  |  |                |                |                |              |              |  |